# Under a Funeral Moon
Under a Funeral Moon er det tredje album af det norske black metal-band Darkthrone, som blev udgivet i 1993 gennem Peaceville Records. Dette var Darkthrones absolutte afsked med dødsmetalstilen, der også dukkede en lille smule op af på A Blaze in the Northern Sky. På dette album var der flere eksperimenter med melodiske riffs. Personen der er på omslaget er Nocturno Culto.

## Spor
1. "Natassja In Eternal Sleep" – 3:33
2. "Summer Of The Diabolical Holocaust" – 5:18
3. "The Dance Of Eternal Shadows" – 3:44
4. "Unholy Black Metal" – 3:31
5. "To Walk The Infernal Fields" – 7:50
6. "Under A Funeral Moon" – 5:07
7. "Inn I De Dype Skogers Favn" – 5:25
8. "Crossing the Triangle of Flames" – 6:13